# نونوز

هيكل حمض النيورامينيك، احد الأمثلة على السكر التساعي.

السكر التساعي (بالإنجليزية: nonose)‏ هو سكر أحادي يمتلك تسع ذرات كربون.

## أمثلة على سكريات تساعية
- حمض النيورامينيك.
- حمض السياليك.
- حمض الليغيونامينيك.
- حمض السودامينيك.